# هذيان إثنين
الهذيان اثنين (بالفرنسية "Délire à deux")، و هي مسرحية تم انتاجها في أستوديوهات الشانزليزيه في أبريل 1962،قام بإخراجها أنطوان بورسيي.

## الشخصيات
- هو:إيف بونو
- هي: تسيلا شولتون (ممثلة فرنسية مولودة في القدس)
- جندي
- الجيران

## الأحداث و الحجج
السلحفاة والحلزون، هل هو نفس الحيوان؟ بشأن هذه المسألة رجل وامرأة يتنافسان بشراسة في حين أنه في خارج تدور رحى الحرب.
وعند بداية تساقط الأنقاض من السقف تحول انتباه الزوجين من خلافاتهما مؤقتا.في الخارج، انتهت الحرب وبدأ الاحتفال لكن الزوجين رجعا إلى نقاشهما.
تظمنت المسرحية تعليقا على الحياة السياسية في المجتمع المعاصر.